# 43기 국수전
43기 국수전은 한국기원 소속 전문기사들이 참가하여 동아일보가 주최하는 국내 바둑 기전이다. 도전5번기 에서는 도전자 루이나이웨이 九단이 전기 42기 국수 조훈현 九단을 2대 1로 꺾고 역전 우승하며 1999년 한국에 정착하여 최초 여류기사가 우승을 차지했다. 

## 출전 기사 명단
- 본선 시드 :
- 예선 통과자 :

## 대진표

### 도전 5번기
| 결승전 |                            |   |  |  |  |  |
|        |                            |   |  |  |  |  |
|        |                            |   |  |  |  |  |
|        | 조훈현 九단 (국수)         | 1 |  |  |  |  |
|        | 루이나이웨이 九단 (도전자) | 2 |  |  |  |  |

## 대국 결과
| 대진     | 연도   | 대국일자 | 승자              | 패자              | 결과            | 기보 |
| -------- | ------ | -------- | ----------------- | ----------------- | --------------- | ---- |
| 도전 1국 | 2000년 | 1월 4일  | 조훈현 九단       | 루이나이웨이 九단 | 163수 흑 불계승 |      |
| 도전 2국 | 2000년 | 1월 31일 | 루이나이웨이 九단 | 조훈현 九단       | 155수 흑 불계승 |      |
| 도전 3국 | 2000년 | 2월 21일 | 루이나이웨이 九단 | 조훈현 九단       | 199수 흑 불계승 |      |

## 특이사항
- 도전 3번기의 흑번필승
- IMF 한파로 대회 기전 규모 축소로 인하여 2년 연속 도전자결정전 단판승부, 결승 3번기로 2년 연속 방식으로 치러졌다.
- 도전 1국은 입회인 《KBS 바둑왕전》의 해설자 노영하 九단, 도전 2~3국은 동아일보 부속 동아미디어센터 특설 대국장에서 거행되어, 입회인 도전 2국은 강철민 八단, 도전 3국은 《EBS 바둑교실》의 해설자 양상국 八단이 맡았다.
- 여류기사 루이 나이웨이 九단이 1999년 한국에 정착하여 최초로 우승함
- 남편 장주주 九단이 기사실에서 검토를 분석했다.
- 시상식은 2000년 3월 아마국수전과 함께 거행되어 우승자 루이나이웨이 九단 1,000만원, 준우승자 조훈현 九단이 300만원을 받았다.

## 중계
실시간 한국기원이 인터넷으로 중계되었다.